# Kalendinska kiselina
Kalendinska kiselina (α-kalendinska kiselina) je nezasićena masna kiselina, koja je dobila ime po biljci Calendula officinalis (rod Calendula), iz koje je dobijena. Ona je hemijski slična sa konjugovanim linolnim kiselinama.

## Biosinteza
Kalendinska kiselina je omega-6 masna kiselina, mada se obično ne svrstava u tu grupu.
Kalendinska kiselina se sintetiše u Calendula officinalis iz linoleata posredstvom neobične Δ12-oleat desaturaze (FAD 2 varijante) koja konvertuje cis-dvostruku vezu u poziciji 9 do trans,trans-konjugovanog sistema dvostrukih veza. Sve-trans beta izomer je takođe poznat.